# Kaščej l'immortale
Kaščej l'immortale - Piccola fiaba autunnale è un'opera in un atto e tre scene di Nikolaj Andreevič Rimskij-Korsakov.

## Storia della composizione
L'opera è basata sulla figura del folclore russo del koščej, uno stregone brutto e malvagio, che principalmente insidiava giovani donne. Fu il critico musicale Evgenij Petrovskij a proporre a Rimskij-Korsakov un suo libretto in quattro brevi scene intitolato Kaščej l'immortale. Il soggetto interessò il compositore, che però fece alcune critiche al libretto, perciò Petrovskij ne preparò una seconda versione, che tuttavia non piacque per niente a Rimskij-Korsakov. Nell'estate del 1901 il compositore si mise al lavoro: decise di unire tra loro le ultime due scene e di scrivere da sé il libretto, con l'aiuto della figlia Sof'ja. Per l'autunno la stesura dell'opera era stata completata, e Rimskij-Korsakov consegnò la partitura all'editore Bessel per la pubblicazione. Nell'estate del 1902 apportò alcune correzioni all'opera che venne messa in scena per la prima volta al teatro Solodovnikov di Mosca il 12 dicembre 1902, diretta da Michail Ippolitov-Ivanov. Nel 1906, durante un soggiorno estivo a Riva del Garda, il compositore modificò il finale dell'opera, che non lo soddisfaceva, aggiungendo un coro fuori scena.

## Trama

### Scena prima
Nel reame di Kaščej, in un triste e buio autunno. La principessa Bellezza Adorata è triste: teme che il suo fidanzato, il principe Ivan Korolevič si sia dimenticato di lei ed ami un'altra. Kaščej esce dal suo terem e va incontro alla principessa, che lo prega di fargli rivedere almeno per una volta il suo amato. Kaščej le ordina di guardare in uno specchio magico, dove si vede sua figlia Kaščeevna assieme al principe. Anche Kaščej guarda nello specchio, ma all'improvviso si spaventa e lo rompe in mille pezzi. Infatti egli con una magia ha nascosto la sua morte in una lacrima di sua figlia, che è fredda e crudele: ha sedotto con la sua bellezza molti valorosi guerrieri, che sono morti senza mai vederla piangere. Tuttavia Kaščej decide di mandare presso di lei il messaggero Tempesta-Bogatyr', affinché si assicuri che la sua morte sia ben custodita.

### Scena seconda
Nel dominio di Kaščeevna. Kaščeevna prepara una pozione magica da far bere ad Ivan, per farlo addormentare e dimenticare la sua amata. Ivan la beve e si assopisce, ma in quel momento giunge Tempesta-Bogatyr', che con una raffica di vento dissolve l'incantesimo. Allora Ivan, risvegliatosi, vola con Tempesta-Bogatyr' verso il regno di Kaščej per raggiungere la principessa Bellezza Adorata.

### Scena terza
Di nuovo nel reame di Kaščej. Kaščej dorme nel terem, mentre la principessa gli canta una ninna nanna sinistra. Tempesta-Bogatyr' fa ritorno con Ivan che riabbraccia la sua amata. Giunge anche Kaščeevna, che prega Ivan di restare con lei, perché lo ama e soffre a causa di ciò. La principessa mossa a compassione dà un bacio a Kaščeevna, che inizia a piangere e si trasforma in un salice piangente. Voci invisibili annunciano la morte di Kaščej e la fine del suo regno. Le porte si aprono su una luminosa primavera e Tempesta-Bogatyr' mostra la strada ai due giovani innamorati.